# Huntingdale Golf Club
De Huntingdale Golf Club is een besloten golfclub in Oakleigh ten zuidoosten van Melbourne, Australië.
De club kreeg bekendheid toen er in 1979 de eerste editie van de Australian Masters werd gespeeld. De club bleef 30 jaar lang gastheer van het toernooi.

## Geschiedenis
De naam van de club bestaat pas sinds de heropening van de club in 1941.
De club werd in 1896 opgericht als de Surrey Hills Golf Club, maar sloot in 1914 toen de ootlog uitbrak. Na de oorlog kwamen de voormalige leden bijeen en richtten de Box Hill Golf Club. Ze hadden toen een baan aan de Canterbury Road in Box Hill. In 1928 werd de club overgenomen door een commissie die een 18 holesbaan bij de Doncaster Road opende. De naam van de nieuwe club werd toen Eastern Golf Club.
In 1938 werd weer een andere locatie gekozen. De baan werd aangelegd door C H Alison en hij werd in 1941 geopend, terwijl ook toen de huidige naam van de club werd geïntroduceerd.
Sinds 1979 heeft de baan de status van kampioensbaan (Championship's Course).